# Laurentius Acharius
Laurentius Acharius, född 11 december 1770 i Gävle, död 27 augusti 1852 i Norrköping, var en svensk fabrikör och riksdagsman.

## Biografi
Laurentius Acharius föddes 1770 i Gävle och var son till kontrollören Johan Acharius och Catharina Margareta Hagtorn, samt bror till botanisten och Linnélärjungen Erik Acharius. Han var verksam som fabrikör i Norrköping. Acharius var riksdagsledamot för borgarståndet i Norrköping och Skänninge vid den urtima riksdagen 1810. Han var då bland annat ledamot i statsutskottet.[källa behövs] Acharius avled 1852 i Norrköping.
Acharius var ledamot av Kungliga Musikaliska Akademien.

### Familj
Acharius var gift med Ulrika Lundmark.